# Лізанн Річард
Лізанн Річард (англ. Lysanne Richard, 30 серпня 1981) — канадська стрибунка у воду. Учасниця Чемпіонату світу з водних видів спорту 2015, де посіла 5-те місце в хай-дайвінгу.